# Underworld: Awakening
Underworld Awakening (en España se tituló Underworld: El Despertar y en Latinoamérica es conocida como Inframundo: El Despertar) es una película estadounidense de ciencia ficción y acción estrenada el 20 de enero de 2012. La película fue dirigida por Måns Mårlind y Björn Stein. Es la cuarta película de la serie de películas de Underworld.

## Trama
Seis meses después de que Michael y Selene mataron a los progenitores de los vampiros y los licántropos, la humanidad descubre la existencia de las especies y como consecuencia se inicia "La Purga", una cacería masiva en contra de las dos especies, a quienes los humanos las llaman respectivamente "Los Inhumanos" y "Los Infectados". Selene y Michael tratan de salir de la ciudad en los muelles, pero son detenidos por un escuadrón que los captura. 
Doce años después, Selene se despierta de un sueño criogénico gracias a la intervención telepática de alguien que es llamado como "Sujeto 2". Acto seguido, Selene comienza a tener unas extrañas visiones desde la perspectiva de alguien más. Interrogando a un empleado de la instalación médica en la que se encuentra prisionera llamada Antigen, Selene descubre que los gobiernos de los humanos han acabado con gran parte de los vampiros, mientras que los licántropos se creen casi extintos. También descubre que sus ondas cerebrales están conectadas al sujeto 2 y que por lo tanto puede "ver con los ojos del otro". Selene parte en la búsqueda del sujeto 2, pues razona cree que a ella el laboratorio la clasificó como "Sujeto 1", este debe tratarse de Michael. En su búsqueda conoce a un joven vampiro llamado David que la ha estado siguiendo sabiendo él quién es ella, Selene empieza a confiar en David se alía, juntos se encuentran con el sujeto 2 que es una niña asustada que responde al nombre de Eve. Al instante los vampiros comienzan a ser atacados por lincántropos y se ven obligados a escapar. Durante la persecución Eve demuestra tener una fuerza y resistencia parecida a la de Michael.
Al llegar al nido al que pertenece David, Selene no es bien recibida por el vampiro líder y padre de David llamado Thomas que ha sido líder de los covens, considera a Selene como una traidora por haber asesinado a los vampiros ancianos más poderosos, Viktor y Markus. Mientras Eve es atendida por sus heridas, los vampiros del nido descubren que es en realidad un híbrido cepa-corvinus de vampiro y licántropo, lo que hace a Selene comprender que Eve es la hija que concibió con Michael. Thomas cree que los humanos querrán recuperar a Eve y que por lo tanto su nido puede ser atacado en cualquier momento, Selene con mucha tristeza recordó a Michael cuando fue atacada y secuestrada, David la comprende cree en ella por ser una gran guerrera que lucha por lo correcto y que protege a los que ama, ambos platican teniendo una gran confianza pero Thomas no está de acuerdo con la opinión de David sobre Selene. Como lo había predicho el vampiro, el nido recibe un ataque pero no de humanos sino de varios licántropos que acaban con varios de los vampiros. Selene, dispuesta a proteger a su hija se une a la batalla con David y los demás vampiros, solo para ser derrotada por un poderoso licántropo, que además de ser enorme comparado con sus semejantes, muestra tener habilidades regenerativas, mientras que Selene dejo a cargo a David que esconda a Eve, también fue atacado.
Cuando Selene se recupera ve a David preguntándole sobre su hija diciéndole él que fue secuestrada por los licántropos y comienza a sospechar que estos quieren a Eve para un propósito en particular. Antes de retirarse del nido de Thomas, Selene usa su sangre para revivir a David considerando un buen vampiro guerrero, quien había muerto en el asalto de los licántropos. En Antigen, el director Jacob Lane, responsable de dejar con vida a Selene con tal de que diera a luz a Eve, se revela como un licántropo quien, a lo largo de los años, se ha aprovechado de las investigaciones de Antigen para crear un suero que mejore a los licántropos, siendo su propio hijo Quint el principal sujeto de pruebas y el fruto de su trabajo más avanzado (él es el licántropo enorme). El Dr. Lane planea embarazar a Eve con Quint para crear una raza de licántropos inmune a la plata y más resistente. 
Con su habilidad para sobrevivir a la luz del sol, Selene se une al detective Sebastian, un humano que sospechaba de las acciones de Antigen, y la ayuda a infiltrarse al edificio con sus cientos de empleados todos licántropos. Armada con balas y bombas de plata, Selene ataca el edificio, forzando a Jacob Lane a escapar del edificio con Eve. No obstante, en el camino se interpone Sebastian para darle tiempo a Selene, ya que la vampiresa se ve obligada a enfrentarse a Quint, además de que descubre un tanque criogénico rotulado como "Sujeto 0" donde está Michael en sueño criogénico. Selene avería la cámara criogénica, y deja a Michael descongelándose para regresar por él tras rescatar a Eve. En la batalla no tarda en unirse David, quien la ayuda a pelear contra los empleados licántropos. Después de una violenta y difícil batalla, Eve mata a Jacob Lane al degollarlo y Selene mata a Quint al implantarle una granada de plata. 
Mientras Sebastian se compromete a distraer a los refuerzos Selene, David y Eve van a buscar a Michael pero encuentran la celda vacía. Eve tiene una visión desde la perspectiva de su padre, quien despertó y huyó por el tejado, Selene se da cuenta de que los licántropos buscarán a Michael como lo hicieron con Eve. El trío sube a la terraza Selene se preocupa de las reacciones que tengan las fuerzas de los licántropos y la de los humanos, a lo cual está dispuesta a reclamarlos.

## Reparto
- Kate Beckinsale como Selene.
- Theo James como David.
- India Eisley como Eve.
- Charles Dance como Thomas.
- Stephen Rea como Doctor Jacob Lane.
- Sandrine Holt como Lida.
- Michael Ealy como Detective Sebastian.
- Robert Lawrenson como Policía de Waterfront.[1]
- Kris Holden-Ried  como licántropo alterado.

El actor Scott Speedman, confirmó en una entrevista con "Shock Till You Drop" que no estaba dispuesto a repetir su papel como Michael Corvin a lo que se retira. Como respuesta su personaje está ausente en casi toda la trama, aunque Michael Corvin fue interpretado por un doble en breves escenas de la película.

## Producción
"Es como ponerte tu vestido de boda, o tu uniforme de escuela, es como una sensación de viaje en el tiempo."
Kate Beckinsale, sobre su regreso como Selene

La filmación comenzó en marzo de 2011 en la Universidad Simon Fraser, Vancouver, Columbia Británica, Canadá. Esta es la primera película de la franquicia en ser filmada en formato 3D.

## Banda sonora original y música para la película
La banda sonora de la película distinguió dos tipos de ambientación musical, la primera se compuso de canciones de grupos de pop rock recopiladas en un CD llamado Underworld: awakening original motion picture soundtrack. La segunda ambientación musical constó exclusivamente de banda sonora instrumental compuesta por Paul Haslinger y recopilada en un CD llamado Underworld: awakening original motion picture score.

### Banda sonora original

#### Antecedentes
La banda sonora original de la película fue publicada por Lakeshore Records el 17 de enero de 2012. En esta cuarta entrega de la saga Underworld se vino siguiendo el mismo estilo musical que en las anteriores películas. Se presentaron dos versiones de la banda sonora con un CD cada una.

#### Producción
Fue producida por Eric Craig y Brian McNelis. El productor y multinstrumentista Renholdër participó remezclando canciones de algunos artistas como por ejemplo: the Cure y Evanescence.

#### Contenido

##### Melodías e instrumentación
El estilo elegido fue rock con elementos de metal gótico, electrónica, industrial y emo. La banda sonora comienza con «Made of stone», una canción que combina rock industrial con arreglos de cuerdas. «How'm supposed to die» —Civil Twilight— recuerda a los primerizos Radiohead utilizando falsetos andróginos contrastados con ruidos y un telón de fondo de calmadas atmósferas sónicas.

#### Recepción

##### Crítica
En Allmusic James Christopher Monger le otorgó tres estrellas y media de cinco.

##### Comercial
El año de su publicación alcanzó posiciones variadas en las lista en las que entró, siendo la más baja la ciento setenta y cinco, pero encontrándose entre las cincuenta primeras en las demás. En la lista The Billboard 200 alcanzó la posición ciento setenta y cinco, en Top Hard Rock Albums alcanzó la posición número once, en Top Independent Albums alcanzó la posición número veintitrés mientras que en Top Modern Rock/Alternative Albums alcanzó la posición veinticuatro, en Top Rock Albums llegó a la posición treinta y cuatro y en Top Soundtracks a la número diez.

#### Lista de canciones
| Underworld: awakening original motion picture soundtrack |                                                                         |          |  |
| N.º                                                      | Título                                                                  | Duración |  |
| 1.                                                       | «Made of stone (Renholdër remix)» (Evanescence)                         | 3:15     |  |
| 2.                                                       | «Heavy prey» (Lacey Sturm de Flyleaf con Geno Lenardo)                  | 4:16     |  |
| 3.                                                       | «Blackout (Renholdër remix)» (Linkin Park)                              | 5:03     |  |
| 4.                                                       | «Apart (Renholdër remix)» (The Cure)                                    | 6:37     |  |
| 5.                                                       | «Killer & a queen» (Stella Katsoudas de Sister Soleil con Geno Lenardo) | 5:35     |  |
| 6.                                                       | «Watch yourself (Renholdër remix)» (Ministry)                           | 4:14     |  |
| 7.                                                       | «Trip the darkness (Ben Weinman remix)» (Lacuna Coil)                   | 3:46     |  |
| 8.                                                       | «Young blood (Renholdër remix)» (The Naked and Famous)                  | 4:07     |  |
| 9.                                                       | «It rapes all in its path» (Black Light Burns)                          | 5:54     |  |
| 10.                                                      | «The posthumous letter» (William Control)                               | 4:04     |  |
| 11.                                                      | «How’m I supposed to die» (Civil Twilight)                              | 3:19     |  |
| 12.                                                      | «Consolation prize» (& SONS)                                            | 3:28     |  |
| 13.                                                      | «Liar (Revenant mix by 8mm)» (8MM)                                      | 7:02     |  |
| 14.                                                      | «You won’t see the light» (Ryan T.Hope de Lifeline con Geno Lenardo)    | 3:53     |  |
| 15.                                                      | «Bottle of pain» (Combichrist)                                          | 4:05     |  |
| 16.                                                      | «Intruder» (Collide)                                                    | 4:37     |  |
| 17.                                                      | «Exit wounds (Justin Lassen remix)» (Justin Lassen con Silent Fury)     | 4:03     |  |
| 77:18                                                    |                                                                         |          |  |

### Música para la película

#### Antecedentes
La banda sonora original de la película fue publicada por Lakeshore Records el 17 de enero de 2012. En esta cuarta entrega de la saga Underworld se vino siguiendo el mismo estilo musical que en las anteriores películas. Se presentaron dos versiones de la banda sonora con un CD cada una.

#### Producción
Para esta ocasión se contó con la participación del productor Paul Haslinger que ya había compuesto la banda sonora musical de Underworld y de Underworld: rise of the lycans —primera y tercera entrega respectivamente.

#### Contenido

##### Melodías e instrumentación
Haslinger utilizó percusión e instrumentos de la familia de los metales, lo que llevó a crear una similitud con sus anteriores colaboraciones —instrumentos de metal utilizados de manera explosiva y música electrónica industrial mezclados con melancolía gótica—. Pese a ello combinó momentos de temas de gran comercialidad con otros de genuina emoción.

#### Recepción

##### Crítica
En Allmusic Christopher Monger le otorgó tres de cinco estrellas.

#### Lista de canciones
Todas las canciones escritas y compuestas por Paul Haslinger salvo indicadas. 
| Underworld: awakening original motion picture score |                                                                                       |          |  |
| N.º                                                 | Título                                                                                | Duración |  |
| 1.                                                  | «The purge»                                                                           | 0:52     |  |
| 2.                                                  | «Underworld: awakening main titles»                                                   | 0:52     |  |
| 3.                                                  | «Raiding the army surplus store»                                                      | 1:44     |  |
| 4.                                                  | «Non-human agressor»                                                                  | 1:30     |  |
| 5.                                                  | «I was subjetc»                                                                       | 3:01     |  |
| 6.                                                  | «Arriving at the coven»                                                               | 2:23     |  |
| 7.                                                  | «I've never seen a child like this»                                                   | 1:42     |  |
| 8.                                                  | «This is not one of us»                                                               | 3:19     |  |
| 9.                                                  | «I know exactly what you are»                                                         | 1:37     |  |
| 10.                                                 | «If you knew him as I did»                                                            | 3:46     |  |
| 11.                                                 | «Prepare the armory»                                                                  | 2:09     |  |
| 12.                                                 | «The uber-lycan»                                                                      | 1:05     |  |
| 13.                                                 | «Reanimation»                                                                         | 1:16     |  |
| 14.                                                 | «Then came the purge»                                                                 | 2:29     |  |
| 15.                                                 | «Selene returns to Antigen»                                                           | 2:07     |  |
| 16.                                                 | «Find her and destroy her»                                                            | 2:27     |  |
| 17.                                                 | «The lycan Van escape»                                                                | 2:14     |  |
| 18.                                                 | «I heal instantly»                                                                    | 1:41     |  |
| 19.                                                 | «You came back»                                                                       | 1:15     |  |
| 20.                                                 | «Reclaiming the world»                                                                | 1:29     |  |
| 21.                                                 | «The melancholy of resistance»                                                        | 2:40     |  |
| 22.                                                 | «A new dawn»                                                                          | 3:36     |  |
| 23.                                                 | «Corner (Justin Lassen remix)» (Blue Stahli) (escrita por Bret Autrey)                | 4:30     |  |
| 24.                                                 | «Under Your Skin (Deadbeat remix)» (Aesthetic Perfection) (escrita por Daniel Graves) | 3:53     |  |
| 25.                                                 | «Sunrise guitar» (Angelspit) (escrita por Zoog Von Rock)                              | 3:26     |  |
| 59:13                                               |                                                                                       |          |  |

## Enlaces
- WEB Oficial - Español

- Datos: Q680989